# 문화적 지능
문화적 지능 또는 문화적 지수(CQ)는 비즈니스, 교육, 정부 및 학술 연구에 사용되는 용어로 문화 간 관련성이 있고 효과적으로 작용할 수 있는 능력으로 이해될 수 있다. 원래 문화적 지능과 약어 'CQ'라는 용어는 Soon Ang과 Linn Van Dyne가 수행한 연구로 문화 간 성과를 측정하고 예측하는 연구 기반의 방법으로 개발되었다.
이 용어는 최근에 나온 용어이다. 개념에 대한 초기 정의와 연구는 『문화적 지능 : 문화 간 개인 상호 작용』이라는 책의 P. Christopher Earley와 Soon Ang에 의해 주장 되었으며, David Livermore에 의해 개발되었다. 문화적 지능은 문화 간 역량의 개념과 관련된다. 그 이상으로 측정하고 개발할 수 있는 지능의 한 형태로서 이문화 능력을 실제로 바라 본다. Earley, Ang와 Van Dyne에 따르면 문화적 지능은 "다른 문화 지역의 다른 사람들과 상호 작용할 때 적응할 수 있는 능력"으로 정의할 수 있으며 행동, 동기 부여 및 메타인지 측면이 있다. 문화적 지능이 없다면, 외국인과 교제를 모색하고 있는 사업 및 군사 행위자는 모두 거울 영상에 취약해진다.
문화적 지능은 개인의 지능 지수를 측정과 유사하게 측정된다. CQ가 높은 사람들은 낮은 사람들보다 효과적인 비즈니스 관행을 사용하여 어떤 환경과도 잘 조화될 수 있는 것으로 간주된다. CQ는 Linn Van Dyne과 Soon Ang이 작성한 학업 성적 평가를 사용하여 평가된다. 연구 결과에 따르면 CQ는 다문화 환경에서 일관된 성과 예측 지표다. 문화 인텔리전스 연구가 인용되었으며 70개 이상의 학술지에서 동료를 검토하였다. 문화 인텔리전스의 연구와 응용은 싱가포르의 문화 정보 센터와 싱가포르의 난양 비즈니스 스쿨에 의해 주도 되고 있다.

## CQ의 네 가지 기능
Ang, Van Dyne과 Livermore는 동기 부여(CQ 동기), 인지(CQ 지식), 메타인지(CQ 전략) 및 행동(CQ 행동)의 네 가지 CQ 기능을 설명한다. CQ 평가는 네 가지 기능 모두에 대한 점수와 각 기능에 대한 몇 가지 하위 특성 항목을 보고한다. 네 가지 기능은 이문화 기반의 조정 및 성능에 대한 인텔리전스 기반 접근 방식에서 비롯된다.

### CQ-동기
CQ-동기는 사람들이 문화적으로 다양한 환경에서 효과적으로 기능하는 것에 대한 관심과 자신감으로 다음을 포함한다.
- 내재적인 관심 - 문화적으로 다양한 경험을 통해 즐거움을 얻음
- 적인 관심 - 문화적으로 다양한 경험으로부터 이익을 얻음
- 자기 효능감 - 문화적으로 다양한 상황에서 효과적 일 수 있다는 확신을 가지고 있음

### CQ-지식
CQ-지식은 문화가 어떻게 다른지, 문화가 어떻게 다른 지에 대한 지식으로 다음을 포함한다.
- 비즈니스 - 경제 및 법률 시스템에 대한 지식
- 대인 관계 - 가치, 사회적 상호 작용 규범 및 종교적 신념에 관한 지식
- 사회 언어학 - 언어 규칙 및 비언어적 행동을 표현하기 위한 규칙에 대한 지식

### CQ-전략
CQ 전략은 사람이 문화적으로 다양한 경험을 하는 방식이다. 사람들이 자신의 사고 과정과 다른 사람들의 사고 과정을 판단할 때 발생하는데 다음을 포함한다.
- 인식 - 기존의 문화적 지식에 대해 아는 것
- 계획 - 문화적으로 다양한 만남을 하기 전에 전략을 세우는 것
- 확인 - 실제 경험이 기대치와 다른 경우 가정을 점검하고 정신 지도를 조정하는 것

### CQ-행동
CQ 행동은 언어와 비언어적 행동을 적응 시켜 다양한 문화에 적합하게 하는 능력이다. 다양한 상황에 맞는 행동 반응의 유연한 레퍼토리가 있어야 하며 다음을 포함한다.
- 비언어적 – 비언어적 행동의 수정 (예: 표정, 제스처)
- 언어적 – 언어 수정 (예: 억양, 톤)

문화적 지능 기관에 대한 연구, 신경 과학과 문화 인텔리전스의 상관 관계, 상황 판단 및 CQ 평가 등 전 세계의 학자들이 문화적 지능에 관한 추가 연구를 수행하고 있다.

## 비지니스 적용
비즈니스 내에서 "문화적 지수"또는 "CQ"로도 알려진 문화적 지능은 관리 및 조직 심리학의 이론으로 개인의 문화적 배경이 행동에 미치는 영향을 이해하는 것이 효과적인 비즈니스에 필수적이며 개인의 능력 어떤 환경이나 사회적 환경에서도 성공적으로 참여할 수 있다.
Christopher Earley와 그의 아내 Elaine Mosakowski는 2004년 10월 하버드 비즈니스 리뷰(Harvard Business Review)에서 문화적 지능을 설명했다. CQ는 비즈니스 커뮤니티 전체에서 받아 들여지고 있으며, 문화에 의한 행동과 개인에 관련된 행동을 구별하기 위해 문화적 인식을 개선하기 위한 전략을 가르치고 있고, 차이를 지식으로 인식하고 응답을 이끌어 냄으로써 더 나은 비즈니스 관행을 유도한다는 것을 시사한다.
CQ는 다음을 통해 개발된다.
- 인지 수단 : 머리 (자신의 문화와 다른 문화, 문화적 다양성에 대해 학습)
- 육체적 수단 : 신체 (당신의 감각을 사용하고 귀하의 움직임과 신체 언어를 혼합하여 적용)
- 동기 부여의 수단 : 감정 (수령과 성공으로부터 얻는 보상과 힘)

Ilan Alon, Michele Boulange, Judith Meyer 및 Vasyl Taras는 BCIQ(Business Cultural Intelligence Quotient)라는 새로운 설문 조사를 개발했다. 여러 지능형 장소의 학술 문헌에 뿌리를 두고 있지는 않지만 설문 조사자는 국제 경영 맥락에서 사용하기 위해 자신의 이해를 반영할 수 있는 도구를 제공한다.
유일하게 검토된 CQ 측정은 Soon Ang과 Linn Van Dyne가 개발한 다중 평가 도구이다.

## 정부 적용
문화적 지능은 바라는 변화를 이루기 위해 복잡하고 변화하는 상황에서 개인과 집단의 신념, 가치관, 태도, 행동을 이해하고 효과적으로 대응할 수 있는 인지적, 동기적, 행동적 능력을 의미한다. 지방 정부의 활동 및 관행에 문화적 지능을 적용하고 통합하는 것은 성장하고 다양한 인구에 반응하고 봉사하는 지방 정부의 효율성을 향상 시키는 방법으로 2016년 커뮤니티 계획가인 Anindita Mitra에 의해 발전되었다.
성공적인 군사 작전을 위해서는 문화 정보와 전쟁이 하나로 묶여 있어야 한다. 문화는 언어, 사회, 경제, 관습, 역사 및 종교 등의 요소로 구성되는데 군사 작전의 경우, 문화 인텔리전스는 이러한 요소에 대한 이해를 기반으로 결정을 내리는 능력에 관한 것이다. 군사적 의미에서 문화적 지능은 인류학, 심리학, 커뮤니케이션, 사회학, 역사, 무엇보다도 군대의 교리에 대한 복잡한 추구라고 할 수 있다.

### 외교적 함의
외교란 정부 관리들에 의한 국가 간의 협상 및 기타 관계에 관한 행위이다. 문화 정보와 다른 소프트 파워 방법의 사용은 국가 권력의 보다 강압적인 형태와는 대조적으로 국영 기술의 주요 도구로 승인되고 장려되었다. 이의 추가 개발은 군사 행동이나 경제 제재와 같은 정치적·재정적으로 값 비싼 강압적인 옵션과는 대조적으로 권력의 주요 운동으로 강조되고 있다. 예를 들어, 2007년에 로버트 게이츠 당시 미국 국방장관은 "소프트 파워를 사용할 수 있는 능력을 강화하고 이를 하드 파워와 보다 잘 통합하기 위해" 이러한 다른 장비들을 사용하면 "군대가 위기가 되기 전에 지역 문제가 처리될 수 있기 때문에 힘을 먼저 사용해야 할 것이다."라고 했다. 2006년 연설에서 콘돌리자 라이스 당시 미국 국무장관은 "변형 외교" 원칙을 지지하는 비슷한 행동을 촉구했다. 또한 그녀는 2008년에도 비슷한 연설을 하였다.
사람들의 지식을 숙련되고 이해한다면 정부 협상 및 기타 외교적 노력이 훨씬 효과적일 수 있다. 조셉 나이(Joseph Nye)는 정치 권력자인 소프트 파워(Soft Power)에서 다음과 같이 주장했다. "한 나라는 세계 정치에서 원하는 성과를 얻을 수 있다. 다른 국가들 - 그 가치에 감탄하고 예를 모방하여 번영과 개방성을 꿈꾸며 - 이런 의미에서 세계 정치에서 의제를 설정하고 다른 사람들을 끌어들이는 것이 중요하며, 군사력이나 경제 제재를 위협하여 변화 시키도록 강요할 뿐만 아니라 다른 사람들로 하여금 당신이 원하는 - coerces보다는 사람들을 co-opts. "
영향력 있는 에이전트가 다른 에이전트의 문화적 배경을 존중하고 이해하려는 의사가 있는 경우 나이가 설명하는 종류의 효과가 훨씬 효과적이다. 외교의 한 예로 미국 패트리어트 법(PATRIOT Act)에서 9·11 테러 사건에 대한 "아랍계와 이슬람 계 미국인에 대한 차별을 비난하는 것."은 미국의 무슬림과 아랍인을 보호하고 이들과 테러 행위를 저질렀으며 미차별성 헌법의 이상에 부합하도록 한다. 이 선례는 평화롭고 법을 준수하는 무슬림을 인식하고 존중하는 태도를 취한다.
그러나 문화적 지능은 그 반대의 효과에 사용될 수 있다. 2006년과 2007년 블라디미르 푸틴 러시아 대통령은 독일 총리 앙겔라 메르켈에 대한 지식과 개에 대한 두려움으로 라브라도 리트리버 (Labrador Retriever) 코니 (Koni)를 데리고 협상하는 동안 그녀를 협박했다. 1968년 리처드 닉슨(Richard Nixon) 대통령이 비행기에서 물러나면서 A-OK 손짓을 브라질인들에게 보냈을 때 비슷한 의도하지 않은 폭력 사태가 발생했다. 미국에서 상황이 좋음을 의미하는 제스처는 브라질의 중지 손가락에 해당한다. 닉슨이 이 문화적 차이에 대해 알고 있으면 피할 수 있었던 의도하지 않은 범죄인 셈이다.

## 미군에서의 적용
미국 군사 용어로서의 문화적 지능은 20세기 후반까지 저조도 및 반역 세력 전쟁의 출현으로 명성을 얻지 못했다. 그러나 문화 인텔리전스의 중요성은 최근 미국이 아프가니스탄과 이라크에서 실시한 반역 세력 캠페인에서 일반적으로 받아 들여지고 있다.
이라크 전쟁과 아프가니스탄 전쟁 이후, 문화 정보는 반역의 군사 작전의 성공에 더 중요한 역할을 하는 것으로 여겨지고 있다. 미 육군 및 해병대의 Counterinsurgency Field 매뉴얼은 이 점에 대해 명시적으로 설명한다.
"문화적 지식은 성공적인 반격 진압에 필수적이며, 반격 분자들은 외국 문화 문제에 대한 정상적인 이상을 피하기 위해 노력해야 한다고 촉구했다."
매뉴얼의 논리는 "모든 COIN 운영의 주 목표는 합법적인 정부에 의한 효과적인 거버넌스 개발을 촉진하는 것이다." 그리고 매뉴얼은 다른 문화가 정당성이 수반하는 것과는 다른 아이디어를 갖고 있으며 합법성을 구축하는 작업은 주최 국가의 국민 기준을 충족시켜야 한다고 지적한다. 주최국의 문화를 인정하고 존중하지 못하면 일부 나토군이 사망하고 아프간인들에게 서구 문화에 대해 알리고 그 반대의 경우도 이러한 의도하지 않은 영향을 완화 시키기 위한 시도가 이루어졌다. 그러나 개최국 국민들의 문화적 태도가 유일한 고려 사항은 아니다. 저항 세력의 문화는 또한 중요하다. 그 정보가 "저항 세력의 근본 원인을 공격하는 효과적인 프로그램"을 개발하는 데 도움이 되기 때문이다. 이런 식으로 이 정보는 반군의 군사 작전을 형성하는 데 도움이 된다.

### 인간 지형 시스템
이를 위해 미군은 호스트 국가의 문화 정보를 제공하기 위해 인류 지형 시스템을 개발했다. 현재까지 HTS 프로그램은 무장 서비스가 배치된 지역에서 군사 작전을 보완하기 위해 이 정보를 제공하기 위한 주된 통합 노력으로 남아 있다. 하지만 이 프로그램은 논란의 여지가 있다. 미국 인류학협회(American Anthropological Association)는 이러한 노력이 이해 상충과 인류 학자의 윤리적 기준 위반 가능성을 나타내는 것이라고 주장했다. 그러나 윤리적인 것으로 다른 사람들에 의해 옹호 되었다. 이러한 반대에도 불구하고, 군대는 전통적인 군사 작전에 덜 의존하고 대신 외교적 노력과 민간 차원의 노력에 더 많은 영향을 미칠 수 있기를 희망하면서 이 프로그램을 계속 채택하고 있다.

## 같이 보기
- 세계주의
- 문화 인류학
- 문화간 커뮤니케이션
- 문화간 능력
- 정보 전쟁
- 정보주기
- 조직 문화
- 심리전

## 참고 문헌
- Earley, P.C. and Ang, S. (2003): Cultural Intelligence: Individual Interactions Across Cultures. Stanford Business Books: Stanford.
  - Bhagat, Rabi S. (2006). “Review of Earley and Ang, Cultural Intelligence, and Hooker, Working Across Cultures”. 《Academy of Management Review》 31 (2): 489–93. JSTOR 20159217.
- Ang, S. and Van Dyne L (eds). (2008) "The Handbook of Cultural Intelligence." New York: ME Sharpe
- Livermore, David A. (2011). "The Cultural Intelligence Difference." New York: AMACOM ISBN 978-0814417065